# Antic Roca
Antic Roca (a vegades escrit Antich Roca o Rocha) va ser un professor universitari, actiu a Barcelona en el segle xvi.

## Vida
Era fill de Nicolàs Roca, un cirurgià de Girona.
Va estudiar a la universitat de Barcelona, essent deixeble del cèlebre professor de grec Vileta, en la que es va graduar el 1555 i de la que en va ser professor el 1557 i catedràtic el 1559.
Els períodes 1576-1577 i 1581-1582 va ser escollit conseller del Consell de Cent de la ciutat.

## Obra
Antic Roca va escriure obres de diferents temes: matemàtics, mèdics, filològics i filosòfics.
La seva Arithmetica (Barcelona, 1564) va ser reeditada l'any següent. Es tracta d'una obra escrita en estil directe i simple, sense demostracions; només hi ha càlculs, regles, definicions i resolucions de problemes. Dividida en dues parts, la primera és bàsicament una aritmètica pràctica, de contingut estàndard (nombres, operacions, trencats, progressions, quadrats i cubs); la segona està dedicada a la resolució de problemes de caràcter mercantil, és aquí on es troba la regla de la cosa, és a dir l'àlgebra. Malgrat diu haver llegit moltes altres àlgebres (entre elles les de Chuquet, Pacioli, Stifel, Pelletier, Buteo, de la Ramée, Pérez de Moya, Marco Aurel i Fibonacci) utilitza una notació matemàtica pròpia, que no és ni l'alemanya ni la italiana.
El 1560 havia publicat una edició de les obres d'Ausiàs Marc i aquest mateix any emprengué la tasca d'actualitzar el diccionari de Nebrija: el Lexicon latino catalanum (Barcelona, 1560) en col·laboració amb el professor de la universitat de Barcelona Francesc Clusa.
Publicà també altres obres didàctiques, entre les que es poden destacar Praelectiones e Graecis interprelibus haustae (Barcelona, 1563) i Oratio de laudibus Academiae Barcinonensis (1562), així com comentaris de les obres lògiques d'Aristòtil i dels Isagoge de Porfiri.